# Paradoja Grim Reaper
La paradoja Grim Reaper (paradoja de la parca en español) es un experimento mental que habla sobre una serie infinita de parcas con una misma tarea; matar a una persona concreta si otra parca no lo ha matado todavía. La paradoja plantea la duda de si es posible un pasado infinito. 
La paradoja Grim Reaper fue inspirada por el libro Infinity: An Essay in Metaphysics, del filósofo José Benardete. De hecho, varias paradojas con las características de la Grim Reaper (una sucesión sin comienzo, compuesta por miembros que solo actúan si el anterior no lo ha hecho todavía) reciben la etiqueta de "paradojas de Bernadete".

## La paradoja
La paradoja plantea un escenario donde un número infinito de parcas tienen una hora asignada para asesinar a un individuo. Sin embargo, las parcas solo podrán matarlo si una de sus compañeras no lo ha hecho antes.
Póngase por caso que es la una del mediodía. Una parca podría intentar asesinar al individuo, pero en realidad, otra parca ya lo habría hecho a las 12:30. Sin embargo, en realidad, esa tampoco podría, porque otra lo habría hecho a las 12:15. Ese mismo razonamiento se puede replicar infinitamente.
En conclusión, el individuo tendría que ser asesinado antes que la una, porque hay infinitas parcas preparadas para matarlo antes de esa hora. No obstante, en realidad, ninguna puede haberlo hecho. Esto se debe a que, como son infinitas, siempre habrá otra parca que la haya precedido. Por lo tanto, sería imposible que la persona sobreviviera, pero también sería imposible que ninguna parca acabara con él. Eso, sin duda, es una contradicción.

## Soluciones e implicaciones

### Tiempo discreto
Una posible solución para esta paradoja es que el tiempo es discreto y no continuo. En ese caso, sería imposible que cada parca tuviese un momento en concreto, porque las parcas serían infinitas, pero el tiempo no. Esta solución no es perfecta, sino que se le pueden encontrar problemas. Por ejemplo, se pueden formular versiones de esta u otras paradojas de Benardete que no dependan de un tiempo continuo. Un ejemplo de ello aparece en el libro de Benardete antes mencionado, donde se explica el caso de un conjunto infinito de dioses, que crean un muro cada vez que un hombre avanza en el espacio para detenerlo. Uno de esos dioses podría estar encargado de construir el muro cuando el hombre caminase medio metro, otro lo haría cuando caminase veinticinco centímetros, otro cuando caminase doce... Aquí, tener un tiempo discreto no evitaría la paradoja. 

### Finitismo causal
Otra solución posible es la idea del finitismo causal, según la cual no puede haber infinitas causas, sino que hace falta una primera causa. En otras palabras, todo conjunto de causas tiene un inicio. Por lo tanto, no puede haber infinitas parcas cuyas acciones dependan de la anterior. Tiene que haber una primera parca. Todas las paradojas de Benardete se caracterizan por tener una serie infinita de causas y, por tanto, serían imposibles según el finitismo causal.
A su vez, el finitismo causal podría implicar que el tiempo es discreto, que hay un finitismo temporal, y que existen regiones espaciales infinitamente grandes y continuamente densas. Todas estas serían afirmaciones de gran relevancia.

### El Diagnóstico de Pareja Imposible de Satisfacer
También se ha planteado otra respuesta alternativa a la paradoja Grim Reaper, el Diagnóstico de Pareja Imposible de Satisfacer (UPD por sus siglas en inglés). La UPD afirma que todas las paradojas de Benardete (incluyendo la paradoja Grim Reaper) son simplemente imposibles lógicamente, y por lo tanto no hace falta adoptar ninguna opinión metafísica al respecto. En The Form of the Benardete Dichotomy, el filósofo Nickolas Schackel postuló que todas las paradojas de Benardete incluyen dos premisas:
1. La sucesión ordenada de forma linear S no tiene un primer miembro
2. Para todo x en S, E en x si y solo si en ningún lugar antes de x

Shachkel explica que estas afirmaciones son formalmente inconsistentes. Las paradojas de Bernadete asumen que ciertas sucesiones pueden cumplir con esas premisas, pero, según Shachkel, ninguna sucesión de elementos puede.

## Importancia en el teísmo
Según el filósofo estadounidense Alexander Pruss, la paradoja Grim Reaper aporta razones para pensar que el pasado no es infinito, es decir, que tuvo un inicio. Esto apoyaría el argumento cosmológico Kalam, ya que estaría reforzando una de sus premisas; que el universo empezó a existir. 
En este sentido, en 2018 el mismo Pruss presentó una versión más exhaustiva del argumento cosmológio, basándose en el finitismo causal (del que ya se ha  hablado) para justificar la existencia de una causa incausada y necesaria. El argumento se estructura de la siguiente forma:
1. Nada tiene una historia causal infinita
2. No hay bucles de causas
3. Algo tiene una causa
4. Por lo tanto, tiene que haber una causa incausada

Luego, Pruss añadió el siguiente principio causal:
5. Todo elemento contingente tiene una causa 
Con esa nueva premisa, se puede llegar a la conclusión de que la ya mencionada causa incausada debe existir necesariamente. Pruss apunta que todavía es fundamental debatir sobre el camino a recorrer desde una causa incausada necesaria hasta el teísmo.
1. Due to causal finitism being assumed.
2. A contingent item is one such that it is possible for it to exist or to not exist, as opposed to a necessary item.